# Veinoplus
Veinoplus es un producto sanitario clase IIa, marcado CE, cuya indicación general es el tratamiento de la enfermedad venosa. Es un estimulador neuromuscular desarrollado por un científico estadounidense, Jozef Cywinski.

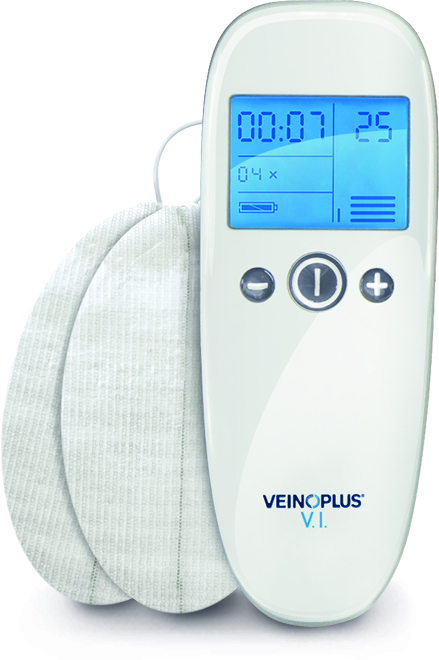
Veinoplus

## Historia
- 2004 : Diseño de Veinoplus
- 2005 : Estudio princeps (primer estudio clínico publicado)[1]
- 2011 : Presencia en 25 países

## Descripción
El producto Veinoplus está conectado a dos electrodos. Tiene tres botones: un botón central para encender y apagar el aparato y los botones "+" y "-" para ajustar la intensidad de la estimulación. Los electrodos deben colocarse en la pantorrilla: ambos electrodos en una pantorrilla cuando la enfermedad venosa afecta a una sola pierna, o un electrodo en cada pantorrilla en el caso de enfermedad bilateral.

## Tecnología Veinoplus
La tecnología Veinoplus se basa en el principio de la electroestimulación. Alimentado por una batería de 9V, el dispositivo genera impulsos eléctricos de baja frecuencia y bajo voltaje. La potencia de entrada está inferior a 0,3 W y la potencia de salida está por debajo de los 0,05 W. Los impulsos provocan contracciones de los músculos de la pantorrilla a un ritmo de 60 a 105 pulsaciones por minuto. Veinoplus se diferencia de otros estimuladores musculares eléctricos por la forma de onda. Gracias a su forma específica, el campo eléctrico puede penetrar profundamente en la pantorrilla y afectar a grandes cantidades de tejido. Por lo tanto, Veinoplus puede inducir contracciones musculares profundas, incluso cuando ambos electrodos están a un metro de distancia, por ejemplo en el caso de un electrodo en cada pierna.
Veinoplus genera impulsos eléctricos indoloros y sin riesgo para el paciente. De hecho, la intensidad de la señal está por debajo de todas las normativas internacionales de seguridad incluidas las normas NS-4; 1986/2002 de la AAMI (Association for the Advancement of Medical Instrumentation) / ANSI (Instituto Nacional Estadounidense de Estándares). Además, el dispositivo no genera excesivas interferencias electromagnéticas. Así, se puede usar en una aeronave, excepto durante el despegue y el aterrizaje. Por último, un estudio sobre las mujeres embarazadas ha demostrado que Veinoplus no tiene ningún efecto nocivo sobre el feto o el embarazo.

## Datos clínicos

### Propiedades fisiológicas
Veinoplus activa la bomba muscular de la pantorrilla que es responsable del 80% del retorno venoso. A medida que continúan contrayéndose, los músculos de la pantorrilla comprimen las venas superficiales y profundas y envían la sangre al corazón.
Varios estudios ayudaron a identificar tres efectos hemodinámicos importantes:
- eliminación de la estasis venosa
- aumento del flujo sanguíneo en términos de volumen y velocidad
- inhibición del reflujo de las venas superficiales y profundas.

### Indicaciones terapéuticas
Veinoplus es indicado para el tratamiento de los síntomas de la insuficiencia venosa:
- piernas pesadas y / o dolorosas
- edema
- varices
- calambres nocturnos
- impaciencias
- síndrome post-trombótico[5][8] (una complicación de la trombosis venosa profunda).

Veinoplus también mejora la cicatrización de las úlceras venosas crónicas.
Por eso, Veinoplus es dirigido a todos aquellos que sufren de desórdenes venosos crónicos o que están sujetos a situaciones de riesgo para el sistema vascular:
- inmovilización prolongada (vuelos de larga distancia, trabajos con largas horas de pie o sentados...)
- embarazo[4]
- sobrepeso
- falta de ejercicio
- mucho calor.

### Contra-indicación
Veinoplus está contra-indicado en personas con marcapasos.